# Les Faldes del Montseny
Les Faldes del Montseny és un barri de Sant Pere de Vilamajor situat al veïnat de Brugueres (Sant Pere de Vilamajor). El barri és una urbanització de cases unifamiliars aïllades que ha estat recepcionada per l'Ajuntament com a nucli urbà. El 2009 tenia 995 habitants.
Està unit físicament amb les urbanitzacions de Can Volart i El Mirador.
El barri està comunicat amb:
- Sant Pere de Vilamajor pel camí de can Parerera de Brugueres i la carretera local BP-5107.
- Sant Antoni de Vilamajor per la carretera local BP-5107.
- Cànoves i Samalús per la carretera local BP-5107.
- Cardedeu per la carretera local BP-5108.